# Saint-Robert (Lot e Garonna)
Saint-Robert è un comune francese di 195 abitanti situato nel dipartimento del Lot e Garonna nella regione della Nuova Aquitania.

## Società

### Evoluzione demografica
Abitanti censiti